# Даксвайлер
Даксвайлер (нем. Daxweiler) — община в Германии, в земле Рейнланд-Пфальц. 
Входит в состав района Бад-Кройцнах. Подчиняется управлению Штромберг.  Население составляет 819 человек (на 31 декабря 2010 года). Занимает площадь 16,65 км².